# Дубина, Анатолий Степанович
Анатолий Степанович Дубина (9 марта 1952 — 7 февраля 2011) — советский и украинский деятель народно-оркестрового искусства, дирижёр, баянист, заслуженный деятель искусств Украины (1996), профессор.

## Биография
Родился 9 марта 1952 года в Мелитополе в рабочей семье. Учился в Мелитопольской детской музыкальной школе (класс Л. М. Булгаковой), Киевском музыкальном училище (1968—1971, класс И. И. Журомского, по дирижированию — В. М. Сличенко) и Киевской государственной консерватории (1971—1975, класс М. А. Давыдова, по дирижированию — В. М. Шелеста), факультет оперно-симфонического дирижирования (1985—1988, класс Р. И. Кофмана).
В 1976—1988 годах работал дирижёром оркестра народных инструментов Национального академического украинского народного хора имени Г. Г. Верёвки. С 1988 года начал педагогическую деятельность в Киевской государственной консерватории.
Автор серии оригинальных концертных программ для Украинского народного хора с оркестром, записанных в фонд Гостелерадио, среди которых цикл из 50 обработок народного мелоса, оратория И. Иващенко «Золотые ворота», опера Е. Станковича «Цвет папоротника». Цикл «Песни народов мира», записанный на пластинку, получил приз «Золотой диск». Дубина издал сборник обработок песен «Поёт Нина Матвиенко», оркестровал мини-оперу «Карась и Султан» по мотивам оперы С. Гулака-Артемовского «Запорожец за Дунаем», написал концертную фантазию «Байда» для хора и оркестра.
Дубина был художественным руководителем оркестра народных инструментов Национальной музыкальной академии Украины имени П. И. Чайковского. Он создал для народного оркестра более 150 партитур из произведений мировой классики. С этого репертуара записано в фонд Гостелерадио произведения популярной классической музыки, среди них работы Дж. Россини, В. Беллини, Ж. Бизе, П. Чайковского, Н. Римского-Корсакова, Э. Грига, Н. Лысенко, В. Барвинского, Н. Калачевского, Л. Ревуцкого, А. Штогаренко, Е. Станковича и др.